# Diecezja Januária

Regional CNBB Leste 2.

Diecezja Januária.

Diecezja Januária (łac. Dioecesis Ianuariensis) – diecezja Kościoła rzymskokatolickiego w Brazylii. Należy do metropolii Montes Claros wchodzi w skład regionu kościelnego Leste II. Została erygowana przez papieża Piusa XII bullą Laeto auspicio w dniu 15 czerwca 1957.